# Іванівський державний університет
Іванівський державний університет (рос. Ивановский государственный университет) — класичний заклад вищої освіти в російському Іваново, заснований у 1918 році.
Член Асоціації класичних університетів Росії.

## Історія
Утворений 21 грудня 1918 року як Іваново-Вознесенський інститут народної освіти. 12 липня 1923 року перетворено в педагогічний технікум. 23 серпня 1932 року на базі шкільного відділення педтехнікуму знову створений педагогічний інститут. З 1961 по 1973 рік носив назву «Іванівський педагогічний інститут імені Д. А. Фурманова». 
29 грудня 1973 року перетворений у державний університет.
У 2012 році Міністерством освіти і науки Росії підписано Наказ про реорганізацію Іванівського державного університету і Шуйського державного педагогічного університету, внаслідок чого останній став філією першого.
Серед випускників університету — відомі літератори Михайло Дудін, Олег Горєлов, Павло Купріяновскій, Леонід Таганов, Дмитро Бушуєв, Ігор Жуков.
Підготовка фахівців здійснюється за 54 (37 бакалаврату і фахівців, а також 17 магістерських) програмами.
Є найстарішим і одним з найбільших (станом на березень 2010 року в університеті навчалося понад 10 000 студентів) університетів в регіоні.

## Структура
- Факультет математики та комп'ютерних наук
- Фізичний факультет
- Біолого-хімічний факультет
- Історичний факультет
- Філологічний факультет
- Економічний факультет
- Факультет романо-германської філології
- Юридичний факультет
- Соціолого-психологічний факультет
- Факультет підготовки іноземних фахівців
- Інститут фізичної культури та спорту
- Філія в Шуї
- Філія в Дербенті (закритий з 22.07.2014)[2].

## Наукова робота
У 2011 році на базі Іванівського державного університету створено Науково-дослідний центр «Комплекс-Фінанс» по комплексній автоматизації бізнесу. Метою створення центру є розробка і впровадження інноваційних і практичноорієнтованих наукових досягнень ІТ-сфери для вирішення прикладних завдань господарської діяльності підприємств. Практичну значимість досліджень надає перетин технічних і гуманітарних наук — програмування і економіки.